# Internetowy System Aktów Prawnych
Internetowy System Aktów Prawnych – baza z informacjami o powszechnie obowiązującym w Polsce prawodawstwie, stanowiąca część najstarszego i jednego z najbardziej znanych polskich systemów informacji prawnej, powszechnie dostępna na stronie Sejmu RP. 

## Historia ISAP
Prace nad pierwszym polskim systemem informacji prawnej rozpoczęły się w ośrodku informatycznym Biblioteki Sejmowej na podstawie decyzji Szefa Kancelarii Sejmu z dnia 25 listopada 1974 r. w sprawie utworzenia dziedzinowego Ośrodka Informacji Legislacyjnej „Biblioteka Sejmowa” w ramach założeń Systemu Informacji Naukowej, Technicznej i Organizacyjnej SINTO.
Pierwszym etapem tych prac było przygotowanie projektu systemu. Niezależne propozycje w tym zakresie zaproponowali Andrzej Gwiżdż i Leszek Kubicki, którzy przedstawili projekt Centralnego Zautomatyzowanego Rejestru Aktów Prawnych (CZRAP) oraz Franciszek Studnicki, który opracował projekt systemu Forum. Projekt CZRAP zakładał przygotowanie w pierwszej kolejności systemu zawierającego opisy bibliograficzne wszystkich polskich aktów prawnych, a następnie uzupełnienie go o teksty tych aktów. Projekt FORUM przewidywał nie tylko utworzenie systemu informacyjnego, ale również tzw. bloku edycyjnego wspomagającego prace legislacyjne.
Do realizacji trafił projekt systemu CZRAP. Pod zmienioną nazwą (Centralny Rejestr Aktów Normatywnych, w skrócie CRAN) stał on się elementem większego przedsięwzięcia pod roboczą nazwą System Informacji Legislacyjnej (SIL), który miał być przygotowany do 1990. Założeniem budowy SIL było stworzenie następujących baz:
1. CRAN,
2. Sejm,
3. CKLP (Centralny Katalog Literatury Prawniczej),
4. Orzecznictwo.

Bazy te powstawały osobno i do dzisiaj nie utworzyły jednej całości.
Baza CRAN powstała, ale z pewnymi istotnymi ograniczeniami:
1. objęła tylko akty prawne z Dziennika Ustaw i Monitora Polskiego,
2. do końca lat 90. była bazą tylko adresową (zawierającą jedynie opisy aktów prawnych).

Baza ta była rozpowszechniana pod nazwą Rejestr Aktów Prawnych (RAP) w latach 1990–1998. W tym samym czasie pojawiły się jednak komercyjne systemy informacji prawnej, takie jak System Informacji Prawnej Lex, które zawierały nie tylko opisy aktów prawnych, ale również ich teksty. Dlatego też RAP nie odniósł sukcesu rynkowego i został wycofany z dystrybucji. Po uzupełnieniu go o ujednolicone teksty ustaw został publicznie udostępniony na stronie Sejmu RP pod nazwą „Internetowy System Informacji Prawnej”. Później zmienił nazwę na „Internetowy System Aktów Prawnych”.
Baza Sejm, składająca się z takich modułów jak: „Proces legislacyjny”, „Sprawozdania stenograficzne”, „Interpelacje i zapytania poselskie”, „Druki sejmowe”, „Posiedzenia komisji”, „Biuletyny komisji” stała się trzonem bazy „Prace Sejmu” dostępnej na stronie Sejmu RP.
Centralny Katalog Literatury Prawniczej został przekształcony w katalog Biblioteki Sejmowej.
Bazę orzecznictwa Sądu Najwyższego przekazano firmie Marka z Poznania, która następnie została zakupiona przez wydawnictwo C.H. Beck.

## Obecny kształt programu
Obecnie Internetowy System Aktów Prawnych zawiera pełne teksty aktów prawnych opublikowanych w Dzienniku Ustaw od roku 1918 oraz w Monitorze Polskim od roku 1930.
Internetowy System Aktów Prawnych jest redagowany przez Ośrodek Informatyki Kancelarii Sejmu RP.
Internetowy System Aktów Prawnych nie jest źródłem prawa, a Kancelaria Sejmu RP nie odpowiada za skutki działań podjętych na podstawie informacji w nim zawartych.

## Wybrana literatura na temat ISAP
- Jan Bobrowski, Doświadczenia po drugim etapie prac nad centralnym zautomatyzowanym rejestrem aktów i przepisów prawnych, Aktualne Problemy Informacji i Dokumentacji 1978, nr 2, s. 22
- Jan Bobrowski, Założenia funkcjonalne Centralnego, Zautomatyzowanego Rejestru Aktów Prawnych, [w:] Prawne problemy systemów informatycznych. Materiały z konferencji, Warszawa 26–28 października 1978 r., Warszawa 1978
- Andrzej Gwiżdż, Leszek Kubicki, Koncepcja zautomatyzowanego rejestru aktów normatywnych – założenia i wstępne doświadczenia, [w:] Studia z informatyki prawniczej, Warszawa 1978, s. 113
- Jerzy Kurcyusz, Wprowadzenie do nauki o informacji i informatyce prawniczej. Skrypt, Katowice 1979, część IV
- Jacek Petzel, Informatyka prawnicza. Zagadnienia teorii i praktyki, Warszawa 1999, s. 266
- Teresa Możdżyńska, Zbigniew Wojciechowski, System Informacji Legislacyjnej. Stan i perspektywy do 1990 r., Aktualne Problemy Informacji i Dokumentacji 1987, nr 3, s. 10
- Franciszek Studnicki, Projekt założeń wstępnych dotyczących budowy zautomatyzowanego systemu informacyjnego FORUM na użytek Sejmu PRL, Studia Cywilistyczne 1977, t. 28, s. 89
- Wojciech Wiewiórowski, Grzegorz Wierczyński, Informatyka prawnicza. Nowoczesne technologie informacyjne w pracy prawników i administracji publicznej, wyd. 3, Warszawa 2012, s. 139–140